# Exceso de masa
El exceso de masa de un nucleido es la diferencia entre su masa real y su número másico en unidades de masa atómica.
{\displaystyle \Delta (Z,N)\equiv M(Z,N)-(Z+N)m_{u}}
Es uno  de los métodos predominantes para tabular masas nucleares. La masa de un núcleo atómico es aproximadamente igual a su número másico. La diferencia de esta aproximación es de menos de 0.1% para la mayoría de los nucleidos, lo cual indica que la mayoría de la masa de un núcleo proviene de la masa de sus protones y neutrones. 
Así, el exceso de masa es una expresión de la energía de enlace nuclear, relativa a la energía de enlace por nucleón del carbono-12 (el cual define la unidad de masa atómica). Si el exceso de masa es negativo, el núcleo tiene más energía de enlace que el 12C, y viceversa. Si un núcleo tiene un gran exceso de masa en comparación con una especie nuclear cercana, pueda decaer radioactivamente, liberando energía.